# Swiss Challenge 2014
De Swiss Challenge presented by Association Suisse de Golf is een golftoernooi dat deel uitmaakt van de Europese Challenge Tour en in 2014 op de Golf Sempachersee gespeeld werd van 17-20 juli. Het prijzengeld was weer € 160.000, waarvan de winnaar € 25.000 kreeg. 

## Verslag
De par van de baan is 71.

### Ronde 1
Charly Simon, een onbekende 30-jarige Spanjaard, ging aan de leiding. In 2011 ging hij naar de Tourschool, maar verder heeft hij nog nooit op de Challenge Tour gespeeld. Met -5 kwamen Jamie Moul, George Murray en Bernd Ritthammer op de 2de plaats. Robin Kind was de beste Nederlander, Pierre Relecom de beste Belg.

### Ronde 2
Charly Simon had in deze ronde een slechte score en zakte ver weg. Na 33 holes stond hij level par, hetgeen de score was om de cut te halen. Hij eindigde birdie-birdie-bogey en dat was goed voor de 44ste plaats. 
Pierre Relecom maakte een ronde met zes birdies en een eagle en kwam even aan de leiding. Bernd Ritthammer en George Murray kwamen ongeveer een half uur later en haalden hem op de laatste twee holes in.
Beste Zwitser is amateur Mathias Eggenberger, na rondes van 68-68 stond hij op de 6de plaats.

### Ronde 3
Nadat het toernooirecord in ronde 2 op naam was gekomen van Pierre Relecom, volgde een solide ronde van 68 waarmee hij naar de 2de plaats steeg. Dit is zijn eerste toernooi nadat hij een maand eerder een blessure aan zijn linker achillespees opliep.

### Ronde 4
Charlie Ford maakte drie bogeys voordat hij op hole 14 zijn eerste birdie op zijn kaart kon bijschrijven ; hij steeg daardoor even naar de 5de plaats. Pierre Relecom stond vanaf hole 9 aan de leiding, maakte op hole 14 een eagle en op hole 15 een birdie en had daarna drie slagen voorsprong op de nummers 2, George Murray en Niccolo Quintarelli.
Amateur Eggenberger maakte deze week 18 birdies voor een totaalscore van -12 en eindigde daarmee op de gedeelde 3de plaats. 
- Scores

| Naam                     | CTR | OWGR     | Score R1 | Score R1 | Nr  | Score R2 | Score R2 | Totaal | Nr  | Score R3 | Score R3 | Totaal | Nr  | Score R4 | Score R4 | Totaal | Nr  |
| ------------------------ | --- | -------- | -------- | -------- | --- | -------- | -------- | ------ | --- | -------- | -------- | ------ | --- | -------- | -------- | ------ | --- |
| Pierre Relecom           | 128 | 1361     | 70       | -1       | T36 | 63       | -8       | -9     | T3  | 68       | -3       | -12    | 2   | 68       | -3       | -15    | 1   |
| Niccolo Quintarelli      | 69  | 891      | 67       | -4       | T   | 66       | -5       | -9     | T3  | 69       | -2       | -11    | T3  | 68       | -3       | -14    | 2   |
| Mathias Eggenberger (Am) | =   | WAGR 183 | 68       | -3       | T11 | 68       | -3       | -6     | T6  | 68       | -3       | -9     | T5  | 68       | -3       | -12    | T3  |
| George Murray            | 177 | 990      | 66       | -5       | 3   | 66       | -5       | -10    | T1  | 70       | -1       | -11    | T3  | 70       | -1       | -12    | T3  |
| Charlie Ford             | =   | 1554     | 67       | -4       | T5  | 69       | -2       | -6     | T6  | 64       | -7       | -13    | 1   | 74       | +3       | -10    | T7  |
| Bernd Ritthammer         | 36  | 456      | 66       | -5       | 3   | 66       | -5       | -10    | T1  | 75       | +4       | -6     | T14 | 70       | -1       | -7     | T10 |
| Robin Kind               | 115 | 1315     | 70       | -1       | T36 | 69       | -2       | -3     | T24 | 71       | par      | -3     | T32 | 71       | par      | -3     | T32 |
| Hugues Joannes           | 32  | 669      | 69       | -2       | T25 | 68       | -3       | -5     | T11 | 72       | +1       | -4     | T25 | 73       | +2       | -2     | T41 |
| Guillaume Watremez       | 188 | 1554     | 73       | +2       | T83 | 69       | -2       | par    | T62 | 68       | -3       | -3     | T32 | 77       | +6       | +3     | 70  |
| Charly Simon             | =   | =        | 65       | -6       | 1   | 76       | +5       | -1     | T44 | 74       | +3       | +2     | 72  | 74       | +3       | +5     | 74  |
| Tim Sluiter              | 125 | 591      | 73       | +2       | T83 | 72       | +1       | +3     | MC  |          |          |        |     |          |          |        |     |

| Leider |  | Toernooirecord |  | CTR = Challenge Tour Ranking |  | OWGR |  | WAGR |  | MC = missed cut = cut gemist |

1990 ·
1991 ·
1992 ·
1993 ·
1994 ·
1995 ·
1996 ·
1997 ·
1998 ·
1999 ·
2000 ·
2001 ·
2002 ·
2003 ·
2004 ·
2005 ·
2006 ·
2007 ·
2008 ·
2009 ·
2010 ·
2011 ·
2012 ·
2013 ·
2014